# 중구·서구
중구·서구는 대한민국의 옛 국회의원 선거구이다. 당시 대구직할시 중구와 서구 지역을 관할했다.

## 역사
1981년 7월 1일을 기해 대구시가 대구직할시로 승격되면서 경상북도에서 분리되었다. 이에 대한민국 제12대 국회의원 선거를 앞두고 대구시 중구·서구 선거구가 중구·서구 선거구로 개편되었다. 또한 이 과정에서 달성군 성서읍이 대구직할시 서구로 편입됨에 따라 달성군·고령군·성주군 선거구의 일부가 중구·서구 선거구로 새롭게 편입되었다.
1988년 1월 1일을 기해 대구직할시 서구의 일부가 신설되는 달서구에 편입되었다. 또한 대한민국 제13대 국회의원 선거를 앞두고 선거구 제도가 중선거구제에서 소선거구제로 회귀했다. 이에 따라 중구·서구 선거구는 중구, 서구 갑, 서구 을, 달서구 선거구로 각각 나뉘게 되면서 폐지되었다.

## 역대 국회의원
| 선거   | 정당 | 정당       | 1위 의원 | 정당 | 정당       | 2위 의원 |
| ------ | ---- | ---------- | -------- | ---- | ---------- | -------- |
| 1985년 |      | 신한민주당 | 유성환   |      | 한국국민당 | 이만섭   |

## 역대 선거 결과

### 대한민국 제12대 국회의원 선거
|  | 36.38% |

|  | 23.42% |

|  | 22.83% |

|  | 10.23% |

|  | 7.12% |